# Agata Szymczewska
Agata Maria Szymczewska (ur. 7 października 1985 w Gdańsku) – polska skrzypaczka i kameralistka, pedagog, doktor habilitowany sztuki oraz profesor na Uniwersytecie Muzycznym Fryderyka Chopina w Warszawie, zwyciężczyni XIII Międzynarodowego Konkursu Skrzypcowego im. Henryka Wieniawskiego w Poznaniu, laureatka Paszportu „Polityki”, zdobywczyni czterech Nagród Muzycznych „Fryderyków”, nagrody London Music Masters, prymariuszka kwartetu smyczkowego Szymanowski Quartet oraz prezes Towarzystwa Muzycznego im. Henryka Wieniawskiego w Poznaniu.

## Życiorys
Pochodzi z Koszalina na Pomorzu z wielodzietnej rodziny nauczycieli szkoły muzycznej, będąc córką pianistów Tomasza i Katarzyny. W wieku sześciu lat rozpoczęła naukę gry na skrzypcach w Zespole Państwowych Szkół Muzycznych im. Grażyny Bacewicz w Koszalinie pod kierunkiem Danuty Kaluty-Jakubowskiej oraz prof. Krystyny Jureckiej. Następnie podjęła studia na Akademii Muzycznej im. Ignacego Jana Paderewskiego w Poznaniu w klasie prof. Bartosza Bryły, a potem w 2004 w Hochschule für Musik und Theater w Hanowerze, w klasie prof. Krzysztofa Węgrzyna.
W 2005 na zaproszenie Japończyka Maestro Seiji Ozawy objęła stanowisko koncertmistrza orkiestry pod jego kierownictwem podczas trasy koncertowej po Japonii i Chinach. Uczestniczyła w zainicjowanej przez niego prestiżowej Summer Music Academy w Szwajcarii, gdzie pracowała pod okiem tak wybitnych artystów jak: Pamela Frank, Nobuko Imai czy Robert Mann.
W 2006, mając 21 lat zdobyła I nagrodę, Złoty Medal oraz Nagrodę Publiczności TVP Kultura na XIII Międzynarodowym Konkursie Skrzypcowym im. Henryka Wieniawskiego w Poznaniu, co otworzyło jej drogi na sceny estradowe całego świata. W tymże roku została uhonorowana nagrodami: Paszport „Polityki”, Nagrodą TVP Kultura w kategorii Muzyka Poważna, oraz „Fryderykiem” w kategorii Najlepszy Album Solowy Roku. Jej nagranie koncertu skrzypcowego Mieczysława Karłowicza z orkiestrą Sinfonia Varsovia pod dyr. Jerzego Maksymiuka zostało również nagrodzone „Fryderykiem” w kategorii Muzyka Symfoniczna i Koncertująca za rok 2008.
W lutym 2009 wystąpiła razem z Krystianem Zimermanem, Kają Danczowską, Ryszardem Groblewskim i Rafałem Kwiatkowskim wykonując kwintety fortepianowe Grażyny Bacewicz w setną rocznicę urodzin kompozytorki, uwieńczając to nagraniem płyty CD dla wytwórni Deutsche Grammophon. W październiku tegoż roku zadebiutowała w Wigmore Hall w Londynie, co zaowocowało zaproszeniem do wzięcia udziału w koncercie w Royal Festival Hall z London Philharmonic Orchestra. Angielskie czasopismo „The Times” tak wtedy o niej napisało:

Gra z powagą, opanowaniem i mądrością muzyczną ponad swój wiek, brzmiąc momentami jak płomienna młoda Ida Haendel.

W tymże roku otrzymała nagrodę „London Music Masters 2009”.
W 2010 wystąpiła na koncertach kameralnych wspólnie, m.in. z Gidonem Kremerem oraz Franzem Helmersonem na festiwalu „Chamber Music connects the World” w Kronbergu. W październiku tegoż roku rozpoczęła pracę na stanowisku asystenta w Akademii Muzycznej w Poznaniu, a jednocześnie ukazała się jej płyta z koncertami skrzypcowymi Maxa Brucha, Felixa Mendelsoohn-Bartoldy’ego oraz „Legendą” Henryka Wieniawskiego wydana przez firmę Universal Music Polska.
W sierpniu 2011 roku zagrała wspólnie z Marthą Argerich, wykonując „Kwintet fortepianowy” Juliusza Zarębskiego podczas specjalnego koncertu nocnego VII Festiwalu Muzycznego „Chopin i jego Europa” w Warszawie, zarejestrowany na płycie DVD. W październiku tegoż roku wystąpiła również w Warszawie razem z Jurijem Baszmietem oraz orkiestrą Moscow Soloists wykonując „Symfonię koncertującą” Wolfganga Amadeusa Mozarta podczas światowej trasy koncertowej orkiestry z okazji jej dwudziestolecia istnienia.
Od sezonu 2014/2015 jest członkiem zespołu Szymanowski Quartet, jednego z najbardziej renomowanych kwartetów smyczkowych na świecie.
We wrześniu 2016 ukazała się jej najnowsza płyta z Sonatami pt. Modern Soul, autorstwa młodych polskich kompozytorów: Ignacego Zalewskiego, Marcina Markowicza, Mikołaja Majkusiaka i Aleksandra Nowaka, na której wystąpiła z pianistami Grzegorzem Skrobińskim i Markiem Brachą, gitarzystą Łukaszem Kuropaczewskim oraz akordeonistą Maciejem Frąckiewiczem.
W 2022 została laureatką nagrody Koryfeusz Muzyki Polskiej w kategorii „Osobowość roku”, przyznaną za działalność edukacyjną i popularyzatorską, przybliżanie postaci Henryka Wieniawskiego oraz jako ambasadorka XVI Międzynarodowego Konkursu Skrzypcowego im. Henryka Wieniawskiego. Od czerwca 2023 jest prezesem Towarzystwa Muzycznego im. Henryka Wieniawskiego w Poznaniu.
Koncertowała w słynnych salach estradowych Europy, m.in. w: Théâtre des Champs Élysées w Paryżu, Victoria Hall w Genewie, Concertgebouw w Amsterdamie, Konzerthaus w Berlinie, Berwaldhallen w Sztokholmie, Teatrze Bolszoj w Moskwie, a także w Chinach, Japonii, Korei Południowej, Kanadzie czy Izraelu oraz w wielu filharmoniach, pod batutą m.in.: Krzysztofa Pendereckiego, Andrzeja Boreyki, Maksima Wiengierowa, Sir Nevilla Marrinera, Johna Axelroda, Okki Kamu, Antoniego Wita, Jerzego Maksymiuka, Tadeusza Strugały, Marka Mosia, Tadeusza Wojciechowskiego, Jacka Kaspszyka, Jana Krenza, Agnieszki Duczmal czy Krzysztofa Urbańskiego. Grała z wieloma renomowanymi orkiestrami, niemal całego świata m.in. z: Sinfonią Varsovią, Orkiestrą Symfoniczną Filharmonii Narodowej, Lahti Symphony Orchestra, Istambul State Symphony Orchestra, China National Symphony Orchestra, Konzerthausorchester Berlin, Sinfonieorchester St. Gallen, Vilnius State Symphony Orchestra, Narodową Orkiestrą Symfoniczną Polskiego Radia w Katowicach, Sinfonią Iuventus, Orkiestrą Kameralną Polskiego Radia „Amadeus”.
Otrzymała stypendia od Krajowego Funduszu na rzecz Dzieci, Prezesa Rady Ministrów, fundacji Yehudi Menuhin Live Music Now, Gundlach Musikpreis w Hanowerze oraz Ministerstwa Kultury w ramach programu „Młoda Polska”. Doskonaliła swoje umiejętności podczas kursów mistrzowskich: Pameli Frank, Kōichirō Harady, Nobuko Imai, Nam Yun Kim, Yu Lina, Roberta Manna, Wolfganga Marschnera, Petru Munteanu, Seiji Ozawy, Wandy Wiłkomirskiej czy Grigorija Żyslina. Została uhonorowana wieloma nagrodami, m.in.: I nagrodą na Internationaler Violinwettbewerb „Zell an der Pram” w Austrii, Gundlach Musikpreis w Hanowerze oraz Concerto Competition w Calgary.
Można dodać, że grała na skrzypcach Antonia Stradivariusa (Cremona, ca. 1680) z Niemieckiej Kolekcji Instrumentów użyczonych przez Deutsche Stiftung Musikleben, a następnie na skrzypcach Nicolò Gagliano z 1755, dzięki uprzejmości prof. Anne-Sophie Mutter. Impresariat nad artystką sprawuje Stowarzyszenie im. Ludwiga van Beethovena.

## Działalność pedagogiczna
W 2010 podjęła pracę jako pedagog, będąc asystentką na Akademii Muzycznej im. Ignacego Jana Paderewskiego w Poznaniu. W latach 2012–2013 była ponadto nauczycielką w klasie skrzypiec, w Zespole Szkół Muzycznych w Poznaniu tzw. „Szkole Talentów”.
W październiku 2016 przeniosła się z Poznania do Warszawy, gdzie kontynuowała pracę pedagogiczną, początkowo jako asystentka na Katedrze instrumentów smyczkowych Uniwersytetu Muzycznego Fryderyka Chopina, a następnie od 2018 jako adiunkt, prowadząc wykłady z kameralistyki oraz instrumentu głównego – skrzypiec. W 2018 uzyskała stopień Doktora sztuk muzycznych po obronie pracy doktorskiej Bogactwo sonorystyczne polskiej sonaty skrzypcowej XXI wieku na przykładzie czterech sonat skrzypcowych skomponowanych w latach 2013–2015 przez Ignacego Zalewskiego, Mikołaja Majkusiaka, Marcina Markowicza oraz Aleksandra Nowaka, a następnie 17 września 2020(dts) uzyskała stopień doktora habilitowanego sztuki po przedstawieniu pracy Cykl koncertów wraz z nagraniami prezentującym wybraną literaturę kameralną XX wieku: Kwartet smyczkowy Maurice Ravela, I Kwartet smyczkowy Karola Szymanowskiego oraz III Kwartet smyczkowy Benjamina Brittena.
Prowadzi warsztaty dla uczniów szkół muzycznych I i II stopnia oraz lekcje pokazowe w akademiach muzycznych zarówno polskich, jak i zagranicznych. Ponadto prowadzi kursy muzyczne oraz współpracuje z: Zimową Akademią Muzyki w Lusławicach, Międzynarodowymi Kursami Muzycznymi im. Zenona Brzewskiego w Łańcucie, Morningside Music Bridge w Stanach Zjednoczonych czy Międzynarodowymi Kursami Skrzypcowymi im. Tadeusza Wrońskiego w Nałęczowie.

## Dyskografia
| Albumy |                                                                                           |              |                                      |                             |
| Rok    | Tytuł                                                                                     | Data wydania | Wydawca                              | Nagroda                     |
| 2006   | XIII Międzynarodowy Konkurs Skrzypcowy im. Henryka Wieniawskiego, vol. 11                 | 2006         | DUX                                  | Nagroda Muzyczna „Fryderyk” |
| 2006   | XIII Międzynarodowy Konkurs Skrzypcowy im. Henryka Wieniawskiego, vol. 12                 | 2006         | DUX                                  | –                           |
| 2007   | Nie tylko Mozart                                                                          | 2007         | Polskie Radio                        | –                           |
| 2008   | Agata Szymczewska                                                                         | 15.05.2008   | Acte Préalable                       | –                           |
| 2008   | Mieczysław Karłowicz                                                                      | 22.12.2008   | BeArTon                              | Nagroda Muzyczna „Fryderyk” |
| 2010   | Aqua e Vinho                                                                              | 28.06.2010   | Polskie Radio                        | Nagroda Muzyczna „Fryderyk” |
| 2010   | Bruch, Wieniawski, Mendelssohn                                                            | 15.10.2010   | Universal Music Polska               | Nagroda Muzyczna „Fryderyk” |
| 2011   | Grażyna Bacewicz                                                                          | 14.02.2011   | Deutsche Grammophon                  | –                           |
| 2011   | Deutscher Music Instrumenten Fonds 2011                                                   | 2011         | Deutsche Stiftung Musikleben         | –                           |
| 2012   | Zarębski Piano Quintet op. 34                                                             | 2012         | Narodowy Instytut Fryderyka Chopina  | –                           |
| 2016   | Friedman & Różycki. Piano Quintets                                                        | 1.06.2016    | Hyperion Records                     | –                           |
| 2016   | Szymanowski Quartet, Claudia Jahn. The Seven Last Words of Christ                         | 24.06.2016   | Bmn-medien                           | –                           |
| 2016   | Modern Soul                                                                               | 16.09.2016   | Universal Music Polska               | –                           |
| 2017   | Les Vendredis                                                                             | 1.04.2017    | SWR music                            | –                           |
| 2017   | Michail Lifits, Szymanowski Quartet. Shostakovich: Preludes Op. 34 & Piano Quintet Op. 57 | 21.04.2017   | Decca Records                        | –                           |
| 2017   | Ecartele                                                                                  | 26.05.2017   | Neue Meister                         | –                           |
| 2017   | Rudi Stephan: Chamber Works and Songs                                                     | 7.07.2017    | Sony                                 | –                           |
| 2018   | Chamber Music Connects the World Highlights 2000–2018. (CD 2)                             | 2018         | Kronberg Academy / Crespo Foundation | –                           |

## Repertuar
W swoim repertuarze podstawowym artystka wykonuje utwory następujących kompozytorów:
| Kompozytorzy utworów na skrzypce i orkiestrę                                                                   | | |                                                           |
| - Jan Sebastian Bach - Ludwig van Beethoven - Johannes Brahms - Max Bruch - Ernest Chausson - Piotr Czajkowski | - Philip Glass - Joseph Haydn - Mieczysław Karłowicz - Witold Lutosławski - Felix Mendelssohn-Bartholdy - Wolfgang Amadeus Mozart | - Siergiej Prokofjew - Maurice Ravel - Nikołaj Rimski-Korsakow - Camille Saint-Saëns - Jean Sibelius - Dmitrij Szostakowicz | - Karol Szymanowski - Henryk Wieniawski - Antonio Vivaldi |

## Odznaczenia
W 2007 otrzymała Medal Młodej Sztuki w kategorii muzyka poważna przyznawany od 1974 przez redakcję Głosu Wielkopolskiego.